# Campionato asiatico maschile di pallamano 2012
Il Campionato asiatico maschile di pallamano 2012 è stata la 15ª edizione del torneo organizzato dalla Asian Handball Federation, valido anche come qualificazione al Campionato mondiale maschile di pallamano 2013. Il torneo si è svolto dal 26 gennaio al 5 febbraio 2012 a Gedda, in Arabia Saudita. La Corea del Sud ha conquistato il titolo per la nona volta, la terza consecutiva; in finale ha sconfitto il  Qatar per 23-22.

## Regolamento
Le 10 squadre partecipanti sono state divise in due gruppi di 5. Le prime due classificate si qualificano per le semifinali.

Le prime tre squadre della classifica finale si sono qualificate per il Campionato mondiale maschile di pallamano 2013.

## Turno preliminare

### Gruppo A
| Squadra       | G | V | N | P | GF  | GS  | DR  | Punti |
| ------------- | - | - | - | - | --- | --- | --- | ----- |
| Corea del Sud | 4 | 4 | 0 | 0 | 106 | 87  | +19 | 8     |
| Giappone      | 4 | 2 | 0 | 2 | 117 | 104 | +13 | 4     |
| Iran          | 4 | 2 | 0 | 2 | 99  | 95  | +4  | 4     |
| Kuwait        | 4 | 2 | 0 | 2 | 111 | 111 | 0   | 4     |
| Giordania     | 4 | 0 | 0 | 4 | 80  | 116 | -36 | 0     |

| Gedda 27 gennaio 2012, ore 16:30 UTC+3 | Corea del Sud | 25 – 13 (11-7) referto | Giordania | Green Hall |

| Gedda 27 gennaio 2012, ore 18:30 UTC+3 | Iran | 26 – 27 (14-14) referto | Kuwait | Green Hall |

| Gedda 28 gennaio 2012, ore 14:30 UTC+3 | Giappone | 35 – 22 (18-10) referto | Giordania | Green Hall |

| Gedda 28 gennaio 2012, ore 20:30 UTC+3 | Corea del Sud | 26 – 21 (16-7) referto | Iran | Green Hall |

| Gedda 29 gennaio 2012, ore 16:30 UTC+3 | Giappone | 30 – 27 (14-14) referto | Kuwait | Green Hall |

| Gedda 30 gennaio 2012, ore 16:30 UTC+3 | Iran | 25 – 17 (9-7) referto | Giordania | Green Hall |

| Gedda 30 gennaio 2012, ore 20:30 UTC+3 | Corea del Sud | 27 – 26 (14-12) referto | Kuwait | Green Hall |

| Gedda 31 gennaio 2012, ore 16:30 UTC+3 | Giappone | 25 – 27 (12-13) referto | Iran | Green Hall |

| Gedda 1º febbraio 2012, ore 18:30 UTC+3 | Corea del Sud | 28 – 27 (14-13) referto | Giappone | Green Hall |

| Gedda 1º febbraio 2012, ore 20:30 UTC+3 | Giordania | 28 – 31 (15-12) referto | Kuwait | Green Hall |

### Gruppo B
| Squadra             | G | V | N | P | GF  | GS  | DR   | Punti |
| ------------------- | - | - | - | - | --- | --- | ---- | ----- |
| Qatar               | 4 | 3 | 1 | 0 | 120 | 90  | +30  | 7     |
| Arabia Saudita      | 4 | 2 | 2 | 0 | 120 | 80  | +40  | 6     |
| Bahrein             | 4 | 2 | 1 | 1 | 131 | 94  | +37  | 5     |
| Emirati Arabi Uniti | 4 | 1 | 0 | 3 | 109 | 104 | +5   | 2     |
| Uzbekistan          | 4 | 0 | 0 | 4 | 68  | 180 | -112 | 0     |

| Gedda 26 gennaio 2012, ore 14:30 UTC+3 | Emirati Arabi Uniti | 40 – 20 (22-13) referto | Uzbekistan | Green Hall |

| Gedda 26 gennaio 2012, ore 20:00 UTC+3 | Bahrein | 23 – 23 (9-13) referto | Arabia Saudita | Green Hall |

| Gedda 27 gennaio 2012, ore 14:30 UTC+3 | Qatar | 41 – 19 (23-5) referto | Uzbekistan | Green Hall |

| Gedda 28 gennaio 2012, ore 16:30 UTC+3 | Bahrein | 26 – 27 (13-12) referto | Qatar | Green Hall |

| Gedda 28 gennaio 2012, ore 18:30 UTC+3 | Arabia Saudita | 26 – 19 (15-10) referto | Emirati Arabi Uniti | Green Hall |

| Gedda 29 gennaio 2012, ore 18:30 UTC+3 | Arabia Saudita | 47 – 14 (26-6) referto | Uzbekistan | Green Hall |

| Gedda 30 gennaio 2012, ore 14:30 UTC+3 | Qatar | 28 – 21 (12-9) referto | Emirati Arabi Uniti | Green Hall |

| Gedda 30 gennaio 2012, ore 18:30 UTC+3 | Bahrein | 52 – 15 (24-8) referto | Uzbekistan | Green Hall |

| Gedda 31 gennaio 2012, ore 18:30 UTC+3 | Arabia Saudita | 24 – 24 (10-14) referto | Qatar | Green Hall |

| Gedda 1º febbraio 2012, ore 14:30 UTC+3 | Bahrein | 30 – 29 (14-12) referto | Emirati Arabi Uniti | Green Hall |

## Fase finale
|  | Semifinali     | Semifinali     | Semifinali |       |               | Finale          | Finale          | Finale          |  |
|  |                |                |            |       |               |                 |                 |                 |  |
|  | Corea del Sud  | Corea del Sud  | 27         |       |               |                 |                 |                 |  |
|  | Corea del Sud  | Corea del Sud  | 27         |       |               |                 |                 |                 |  |
|  | Arabia Saudita | Arabia Saudita | 26         |       |               |                 |                 |                 |  |
|  | Arabia Saudita | Arabia Saudita | 26         |       | Corea del Sud | Corea del Sud   | 23              |                 |  |
|  |                |                |            |       | Corea del Sud | Corea del Sud   | 23              |                 |  |
|  |                |                | Qatar      | Qatar | 22            |                 |                 |                 |  |
|  | Qatar          | Qatar          | Qatar      | Qatar | 22            | 33              |                 |                 |  |
|  | Qatar          | Qatar          |            |       |               | 33              |                 |                 |  |
|  | Giappone       | Giappone       | 28         |       |               | Finale 3º posto | Finale 3º posto | Finale 3º posto |  |
|  | Giappone       | Giappone       | 28         |       |               |                 |                 |                 |  |
|  |                |                |            |       |               |                 |                 |                 |  |
|  |                |                |            |       |               | Arabia Saudita  | Arabia Saudita  | 25              |  |
|  |                |                |            |       |               | Arabia Saudita  | Arabia Saudita  | 25              |  |
|  |                |                |            |       |               | Giappone        | Giappone        | 21              |  |

### Semifinali
| Gedda 3 febbraio 2012, ore 18:30 UTC+3 | Corea del Sud | 27 – 26 (14-13) referto | Arabia Saudita | Green Hall |

| Gedda 3 febbraio 2012, ore 20:30 UTC+3 | Qatar | 33 – 28 (19-13) referto | Giappone | Green Hall |

### Finale 9º-10º posto
| Gedda 3 febbraio 2012, ore 12:30 UTC+3 | Giordania | 32 – 30 (17-17) referto | Uzbekistan | Green Hall |

### Finale 7º-8º posto
| Gedda 3 febbraio 2012, ore 14:30 UTC+3 | Kuwait | 29 – 31 (12-15) referto | Emirati Arabi Uniti | Green Hall |

### Finale 5º-6º posto
| Gedda 3 febbraio 2012, ore 16:30 UTC+3 | Iran | 25 – 20 (11-12) referto | Bahrein | Green Hall |

### Finale 3º-4º posto
| Gedda 5 febbraio 2012, ore 16:30 UTC+3 | Arabia Saudita | 25 – 21 (13-11) | Giappone | Green Hall |

### Finale
| Gedda 5 febbraio 2012, ore 18:30 UTC+3 | Corea del Sud | 23 – 22 (10-11) | Qatar | Green Hall |

## Campione
COREA DEL SUD
(9º titolo)

## Classifica finale
|  | Campione d'Asia, qualificata al Campionato mondiale maschile di pallamano 2013. |
|  | Qualificata al Campionato mondiale maschile di pallamano 2013.                  |

| Pos.    | Nazione             |
| ------- | ------------------- |
| Oro     | Corea del Sud       |
| Argento | Qatar               |
| Bronzo  | Arabia Saudita      |
| 4       | Giappone            |
| 5       | Iran                |
| 6       | Bahrein             |
| 7       | Emirati Arabi Uniti |
| 8       | Kuwait              |
| 9       | Giordania           |
| 10      | Uzbekistan          |